# Коваль, Николай Гурьевич
Николай Гурьевич Коваль (20 мая 1932, теперь Харьковская область — 13 июня 2019) — советский партийный деятель, 1-й секретарь Горловского горкома КПУ, секретарь Донецкого обкома КПУ. Член Ревизионной комиссии КПУ в 1976—1981 годах. Кандидат в члены ЦК КПУ в 1981—1990 годах.

## Биография
Образование высшее. В 1955 году окончил Ленинградский горный институт.
С 1955 года работал на инженерных и руководящих должностях на шахтах и в тресте «Калининуголь» города Горловки Донецкой области.
Член КПСС с 1960 года.
Работал секретарем партийного комитета КПУ шахты имени Калинина, председателем Калининского районного комитета народного контроля. До 1976 года — 1-й секретарь Калининского районного комитета КПУ города Горловки Донецкой области.
В 1976—1979 годах — 1-й секретарь Горловского городского комитета КПУ Донецкой области.
В 1979—1986 годах — секретарь Донецкого областного комитета КПУ по промышленности.
В 1986—1991 годах — заместитель заведующего отделом тяжелой промышленности и энергетики ЦК КПСС; заведующий отделом тяжелой промышленности Комитета народного контроля СССР; главный специалист Центрального штаба Военизированных горноспасательных частей. В 90-х годах работал начальником отдела и заместителем начальника Управления Госгортехнадзора Российской Федерации.
Потом — на пенсии в городе Москве.

## Награды
- четырежды Орден Трудового Красного Знамени
- девять медалей
- почетный знак «Шахтерская слава» трех степеней
- почетный знак «Шахтерская доблесть» III ст.
- почетный знак «За доблестную службу»
- Почётная грамота Президиума Верховного Совета УССР
- почетный гражданин города Горловки